# Carlos María de Alvear
Carlos María d'Alvear (Santo Ángel Guardián de las Misiones, Misiones Orientales, Virregnat del Riu de la Plata, 25 d'octubre de 1789 - Nova York, 3 de novembre de 1852) va ser un militar, polític i diplomàtic argentí de llarga trajectòria que va exercir el Directori de les Províncies Unides del Riu de la Plata durant 3 mesos el 1815.

## Antecedents familiars
Els seus noms de pila baptismal van ser Carlos Antonio del Santo Ángel Guardián, i era fill del noble espanyol Diego de Alvear y Ponce de León i de la porteña María Balbastro. El nom de pila inclou al Santo Ángel Guardián per ser l'epónim i patró de la ciutat en la qual va néixer: Santo Ángel Guardián de las Misiones, antiga reducció jesuítica de les Misiones Orientales o de El Tape, actualment Santo Ângelo en territori annexat a Rio Grande do Sul després de la conquesta portuguesa de 1801.
A finals de 1804, viatjava amb els seus pares i els seus germans i germanes rumb a Espanya a bord de la fragata Nuestra Señora de las Mercedes, quan l'esquadra espanyola que els transportava es trobava gairebé enfront de la costa de Cadis, malgrat ser les relacions entre Espanya i Anglaterra pacífiques, es van aproximar per sorpresa quatre fragates angleses. El capità espanyol, confiat, els va permetre una aproximació a "tir de fusell"; trobant-se a tal distància, per a sorpresa i indignació dels espanyols, un dels capitans anglesos va intimar al fet que el navili espanyol quedés com a presa amb els seus tripulants, de "Sa Majestat Britànica". Sense poder creure el que escoltaven, els espanyols van decidir enviar una delegació en una xalupa a fi de parlamentar i aclarir possibles mals entesos. Com els anglesos veiessin que el navili espanyol en lloc d'acceptar la intimació semblava dilatar els temps del termini, van respondre amb una andanada d' "àngels" (bales de canó unides per baules) o bales incendiàries (escalfades roent). Una de tals bales va caure a la santabárbara (polvorí) del navili espanyol que va volar per l'aire. Des de la nau capitana el jove Alvear, que tenia llavors 16 anys, va veure com perien la seva mare i els seus sis germans al costat d'altres 240 persones.
Aquesta provocació, que va tenir lloc el 5 d'octubre de 1804, enfront de la costa portuguesa del Cap de Santa María, va motivar la declaració de guerra d'Espanya al Regne Unit el 14 de desembre de 1804 i va ser avantsala de la batalla de Trafalgar. Els anglesos van portar segrestats fins a Gran Bretanya als supervivents. Allí, Diego d'Alvear coneixeria a Luisa Rebeca Ward, amb qui contrauria matrimoni en segones noces tres anys més tard. A finals de 1805, pare i fill van tornar a Espanya. "Si Alvear experimenta certa antipatia cap al nostre país, això es deu a aquesta terrible catàstrofe," diria un viatger anglès que el va conèixer a Buenos Aires en 1823.

## Inici de la seva carrera militar
Alvear va ser un dels pocs oficials de carrera a participar de les Guerres d'independència hispanoamericanes al bàndol revolucionari. Sent encara un nen hi havia revistat com a cadet en el Regiment de Dragons de Buenos Aires, en què va figurar com portaestendard. A finals de 1807 es va incorporar a la Brigada de Carabiners Reals (un cos d'elit) amb el grau d'alferes, el grau màxim que va aconseguir. Va participar en la Guerra del Francès lluitant en les batalles de Tudela, Tarancón, Uclés i Talavera i en els combats de Los Yébenes, Mora i Consuegra. Va arribar a Cadis a finals de 1809 i als pocs mesos va fundar la Societat dels Cavallers Racionals, o Lògia nº 3 (filial d'una altra amb seu a Londres), a la qual després s'incorporaria José de San Martín.

## Retorn a Buenos Aires
L'esclat de la Revolució de Maig a Buenos Aires, al maig de 1810, va precipitar al fet que Carlos María d'Alvear a finals d'aquest any demanés llicència de l'exèrcit espanyol, la que es va perllongar fins al seu trasllat a Amèrica. A principis de 1811 va exigir al seu pare la part de l'herència de la seva mare, que era considerable, i la va utilitzar per finançar els seus projectes revolucionaris. Va tornar a Buenos Aires al març de 1812 en la fragata anglesa "George Canning", en el mateix vaixell en què viatjaven San Martín, José Matías Zapiola, Martiniano Chilavert (nen encara, que viatjava amb el seu pare Francisco Chilavert) i altres militars notoris, cap dels quals es trobaven en el Riu de la Plata quan es van produir els successos de maig. Al seu desembarcament el Primer Triumvirat el va nomenar capità i sergent major del flamant esquadró de Granaders a cavall. Va ser qui va presentar a San Martín a la societat porteña i també el seu padrí de casament.

## Fundació de la Lògia Lautaro
Carlos María de Alvear va treballar, al costat de San Martín, Zapiola, Martín Rodríguez i altres, en l'organització de la Lògia Lautaro, un grup secret que intentava corregir la direcció política del govern. La lògia va ser creada amb la finalitat d'obtenir la Independència de l'Amèrica Hispana de la corona dels reis d'Espanya i dictar una constitució basada en el liberalisme que establira un estat republicà i unitari.
Per aconseguir tal fi va encapçalar amb San Martín la revolució del 8 d'octubre de 1812, que va reemplaçar al Primer Triumvirat pel Segon i que va convocar a l'Assemblea de l'any XIII. Va organitzar les eleccions dels representants portenys i de les províncies i va ser el primer president d'aquesta Assemblea.
Ambicionant el poder polític i basant-se en el centralisme que havia existit en l'antic virregnat, va aconseguir que l'Assemblea General creés el Directori a càrrec d'un Director Suprem de les Províncies Unides del Riu de la Plata, pel qual va fer triar al seu oncle Gervasio Antonio de Posades (cosí de la seva mare). A mitjan 1813 va renunciar a la seva banca i va ser nomenat coronel del regiment d'infanteria nº 2, però va seguir participant en política a través de la Lògia. La Lògia es va dividir entre els partidaris de San Martín i els d'Alvear, per la qual cosa aquest -amb major influències polítiques- el va allunyar del poder posant-lo al comandament de l'Exèrcit del Nord.
Amb l'Alt Perú en poder dels realistes i Xile en perill, la presa de la guarnició de Montevideo, amb 5.000 soldats espanyols era un objectiu indispensable perquè era un perill permanent sobre Buenos Aires, ja que podia ser utilitzada com a base d'operacions en el cas d'una expedició punitiva contra el Riu de la Plata. El setge de Montevideo, iniciat en 1812, no havia tingut fins llavors resultats satisfactoris, ja que mentre l'armada espanyola tingués accés al port de Montevideo, la posició dels espanyols era inexpugnable. En 1814, Alvear i Joan Larreu, van impulsar la creació d'una esquadra naval que, al comandament de Guillermo Brown, realitzaria la Campanya Naval de 1814.
Al febrer de 1814 es va produir un motí de les tripulacions de dues dels seus bucs, la qual cosa, sumat a l'oposició de San Martín al projecte, va convèncer a Posades que era hora de “desarmar els vaixells”. Amb mesures enèrgiques, Alvear va aconseguir sufocar el motí i va dissuadir al Director Suprem d'aquesta resolució. Gràcies a això, el 8 de març, Brown va poder finalment fer-se a la vela per lliurar el seu primer combat naval contra una flotilla realista que es trobava a l'illa Martín García. En poques setmanes també “van quedar igualment acabades i llestes per marxar les tropes que havien de passar a reforçar el setge, així com tot el material necessari per a aquell exèrcit: armament, municions i vestuari”. A principis d'abril, una vegada reparats els bucs que havien combatut a Martín García, l'esquadra va quedar en condicions d'operar sobre Montevideo.

## Captura de Montevideo
El Director Suprem, Posades, va nomenar a Carlos María de Alvear comandant de l'exèrcit que assetjava als realistes a Montevideo, reemplaçant a José Rondeau, però no va assumir el comandament d'aquest exèrcit sinó després de la victòria naval de Brown enfront de Montevideo, per la qual cosa la seva actuació militar va ser molt breu però reeixida. Va negociar el lliurament de la plaça i utilitzant un estratagema la va obligar a rendir-se a discreció el 20 de juny de 1814. Aquest triomf va modificar substancialment la geografia de la revolució a l'àrea del Riu de la Plata en benefici dels revolucionaris.
La victòria no va donar tots els resultats positius que s'esperaven d'ella per les creixents dissidències del govern central amb José Gervasio Artigas, el líder dels revolucionaris orientals: aquest va reclamar que la ciutat de Montevideo li fos lliurada als orientals. Alvear va cridar a Artigas a negociar el seu lliurament, però Artigas, desconfiant de les seves intencions, va enviar en el seu lloc a Fernando Otorgués, que va acampar amb la seva divisió a certa distància de la ciutat. L'endemà de la presa de la plaça, Alvear va avançar al capdavant d'una divisió, iniciant converses amb Otorgués mentre reunia altres forces. Va acusar Otorgués d'haver intentat revoltar a les tropes realistes en contra seva i va atacar en Las Piedras el campament de Otorgués, les tropes del qual van ser completament dispersades.
Aviat va tornar a Buenos Aires i va ser ascendit a brigadier general. L'Assemblea Constituent, que estava en recés gairebé permanent, va declarar a l'exèrcit assetjador i al seu cap “benemèrits de la pàtria amb grau heroic”. El govern va enviar part de les forces del setge de Montevideo a unir-se a l'Exèrcit del Nord, el comandant del qual era Rondeau, després de la renúncia de San Martín.
A les poques setmanes, Alvear va ser enviat novament a la Banda Oriental a aixafar l'oposició armada d'Artigas, dirigint una campanya complexa. Com a part d'aquesta missió, Manuel Dorrego va vèncer a Otorgués en la batalla de Marmarajá. Aquesta victòria, que va semblar definitiva, va significar el seu retorn a Buenos Aires. Però Artigas i els seus aliats van continuar la rebel·lió.
A finalitats d'aquest any, Posades el va nomenar comandant de l'Exèrcit del Nord però una revolta dels seus oficials el va obligar a tornar a la capital.

## Director Suprem
En veure que no era obeït, el Director Suprem Posades va renunciar; en el seu lloc, l'Assemblea va nomenar Director Suprem de les Províncies Unides del Riu de la Plata a Carlos d'Alvear perquè complís la resta del seu mandat.
El nou director tenia només 25 anys i el seu breu govern va ser qualificat per molts com una veritable dictadura. Entre els que se li oposaven es trobava el llavors governador de Cuyo, José de San Martín. Alvear va governar envoltat de la seva pròpia facció, sostingut només per la lògia secreta a la qual pertanyia i els oficials adeptes de l'exèrcit. Va organitzar una xarxa d'espionatge i va arrestar sense judici als seus opositors i va implantar una severa censura de premsa. Davant una possible conspiració, sense judici, va ordenar executar a un capità d'exèrcit i penjar-lo a la Plaza de Mayo.
Va intentar envoltar-se d'un boato i cerimonial que contrastava amb la modèstia que havien fet gala els governs anteriors, la qual cosa li va valer la censura de l'opinió pública.
Mentrestant, l'oposició creixia a l'interior i a la capital. San Martín va renunciar al seu càrrec adduint mala salut. En resposta, Alvear va enviar per reemplaçar-lo al coronel Gregorio Perdriel, però aquest va ser rebutjat pel cabildo de Mendoza, capital de la província de Cuyo, que va confirmar a San Martín.
En 1815 Alvear va proposar utilitzar el seu exèrcit per a una expedició a Xile i avançar en la guerra contra els realistes. La seva estratègia era la d'atacar als exèrcits reals indirectament, arribant fins a la ciutat capital de Lima no a través de l'Alt Perú, però el Cabildo de Buenos Aires —dirigit per Antonio José de Escalada, sogre de San Martín, qui era llavors el seu Regidor i Alcalde de primer vot— es va negar. En tot el territori van esclatar manifestacions d'oposició i rebel·lia. La Banda Oriental, Entre Ríos, Santa Fe, Corrientes, Córdoba i les províncies de Cuyo van manifestar la seva disconformitat amb Alvear, al que li encolomaven representar al centralisme porteny. Davant el creixent descontent, Alvear es va proposar intimidar a l'esperit públic mitjançant un dràstic bàndol pel qual es condemnava a mort als que criticaven al seu govern.
El Director Alvear mancava d'influència a l'interior. Atès que el pitjor enemic per a la causa del centralisme porteño era Artigas, que dominava la campanya de la Banda Oriental i estava estenent la seva influència a les províncies del litoral, va ordenar evacuar Montevideo. Va enviar a l'almirall Brown a proposar-li a Artigas, a canvi de la retirada d'aquest de les províncies del litoral, la independència de tota la Banda Oriental, com si fos aquest petit designi el que portava el Cap dels Orientals. L'oferiment va ser rebutjat. San Martín va estar en conflicte amb el poder central, el seu govern a Mendoza va disgustar tant al poder central que Alvear el va destituir, enviant un reemplaçant provocant aldarulls.
Simultàniament va enviar un exèrcit per prendre Santa Fe i, creuant Entre Ríos, intentar atacar la Província Oriental, sota el comandament de Francisco Javier de Viana. Però el coronel Ignacio Álvarez Thomas, cap de l'avantguarda de l'exèrcit, es va posar en contacte amb enviats d'Artigas i va declarar la seva rebel·lió contra Alvear, negant-se a usar les seves pròpies forces en una guerra civil. El 3 d'abril de 1815, en la posició de Fontezuelas, prop de l'actual ciutat de Pergamino (província de Buenos Aires), Álvarez Thomas es va pronunciar contra el Director Alvear.
La ciutat de Buenos Aires, fins llavors un bastió de l'unitarisme, es va plegar al moviment per deposar-l del Directori, que encapçalava indirectament San Martín. A la revolta militar d'Ignacio Álvarez Thomas es va sumar el Cabildo de Buenos Aires i el general Miguel Estanislao Soler. Després de la feble resistència del coronel Enrique Paillardell, Alvear va haver de renunciar al seu càrrec només tres mesos després d'haver-lo assumit i refugiar-se en una fragata de guerra anglesa. Es va dirigir a Brasil. Els seus partidaris, inclòs Posades, van ser arrestats. Juntament amb el seu Directori va caure també l'Assemblea de l'Any XIII.

### Cartes a Strangford i Castlereagh
Els canvis en la política europea i la Restauració absolutista a Espanya van repercutir directament en el procés d'emancipació d'Hispanoamèrica. Enfront d'ells, la resposta de destacats polítics i militars rioplatenses va ser la de reimpulsar els intents per establir una monarquia constitucional en el Riu de la Plata. Aquesta va ser la causa de les missions diplomàtiques de Sarratea, Rivadavia i Belgrano cap al Brasil i Europa.
El Director Alvear, davant aquesta situació, a només quinze dies després d'assumir com a Director Suprem, va enviar a Rio de Janeiro al secretari de l'Assemblea, Manuel José García, amb l'objectiu d'impedir que la projectada expedició espanyola rebés el suport de la cort portuguesa.
Però, entre altres coses, García portava dues cartes: una per a l'ambaixador anglès a Rio de Janeiro, Lord Strangford, i una altra per al ministre de relacions exteriors Robert Stewart, vescomte de Castlereagh: 
"Cinco años de repetidas experiencias han hecho ver de un modo indudable a todos los hombres de juicio y opinión, que este país no está en edad ni estado de gobernarse por sí mismo, y que necesita una mano exterior que lo dirija y contenga en la esfera del orden antes que se precipite en los horrores de la anarquía. Pero también ha hecho conocer el tiempo la imposibilidad de que vuelva a la antigua dominación, porque el odio a los Españoles, que ha excitado su orgullo y opresión desde el tiempo de la conquista, ha subido de punto con los sucesos y desengaños de su fiereza durante la revolución."
"La sola idea de composición con los Españoles los exalta hasta el fanatismo, y todos juran en público y en secreto morir antes que sujetarse a la Metrópoli. En estas circunstancias solamente la generosa Nación Británica puede poner un remedio eficaz a tanto males, acogiendo en sus brazos á estas Provincias que obedecerán su Gobierno, y recibirán sus leyes con el mayor placer, porque conocen que es el único medio de evitar la destrucción del país, á que están dispuestos antes que volver á la antigua servidumbre, y esperan de la sabiduría de esa nación una existencia pacífica y dichosa. Yo no dudo asegurar á V.E., sobre mi palabra de honor, que éste es el voto y objeto de las esperanzas de todos los hombres sensatos, que son los que forman la opinión real de los Pueblos; y si alguna idea puede lisonjearme en el mando que obtengo, no es otra cosa que la de poder concurrir con la autoridad y el poder a la realización de esta medida toda vez que se acepte para la Gran Bretaña. Sin entrar en los arcanos de la Política del Gabinete Inglés, yo he llegado a persuadirme que el proyecto no ofrece grandes embarazos en la ejecución."
"Estas provincias desean pertenecer a Gran Bretaña, recibir sus leyes, obedecer su gobierno y vivir bajo su influjo poderoso. Ellas se abandonan sin condición alguna a la generosidad y buena fe del pueblo inglés y yo estoy resuelto a sostener tan justa solicitud para librarlas de los males que las afligen. Es necesario se aprovechen los momentos; que vengan tropas que impongan a los genios díscolos y un jefe plenamente autorizado para que empiece a dar al país las formas que sean de su beneplácito, del rey y de la nación a cuyos efectos espero que V.E. me dará sus avisos con la reserva y prontitud que conviene para preparar oportunamente la ejecución…"
"Inglaterra no puede abandonar a su suerte a los habitantes del Río de la Plata en el acto mismo que se arrojan en sus brazos generosos..."
"Yo deseo que V.E. se digne escuchar mi enviado, Dn. Manuel García, acordar con él lo que V.E. juzgue conducente y manifestarme sus sentimientos, en la inteligencia que estoy dispuesto á dar todas las pruebas de sinceridad de esta comunicación, y tomar de consuno las medidas que sean necesarias para realizar el proyecto, si en el concepto de V.E., puede encontrar acogida feliz en el ánimo del Rey y la Nación. Dios Guíe á V.E. Ms As. Bs. Ays. E° 25 de 1815. Carlos de Alvear. "
El sentit d'aquestes cartes mostra la intenció d'Alvear de sol·licitar un protectorat britànic per a les Províncies del Riu de la Plata, encara que alguns historiadors han posat en dubte les veritables intencions d'Alvear. Excepte els abundants panegiristas d'Alvear, aquestes cartes poden ser considerades com un gest de traïció a la pàtria, si l'entenem com una nació independent de tota dominació estrangera i no solament de la corona espanyola.
García es va reunir en secret amb Strangford a principis de 1815; no li va lliurar cap d'aquestes dues cartes, però li va permetre llegir-les. Strangford li va aconsellar canviar el text de les cartes per un altre més d'acord amb la nova situació d'aliança d'Anglaterra amb Ferran VII. Aquest nou memorial, escrit per García, va ser enviat a Londres per mitjà de Bernardino Rivadavia, però mai va ser lliurat.

## Exili a Rio de Janeiro i Montevideo
En desembarcar a Rio de Janeiro, Alvear es va assabentar de la propera arribada a aquesta ciutat del general Gaspar de Vigodet, l'antic cap espanyol de Montevideo. Aquest seguia ressentit per la manera en què Alvear l'havia obligat a rendir la plaça de Montevideo. Durant la seva estada de gairebé un any a Rio, va intentar apoderar-se del seu antic subordinat. Alvear va trobar un aliat inesperat en l'encarregat de negocis espanyol en la cort portuguesa, Andrés Villalba, qui va prometre protegir-lo contra aquestes agressions si demanava clemència al monarca espanyol. La situació d'Alvear era delicada; ho sabia perfectament i així l'hi va manifestar a San Martín mesos després: "Mucho he tenido que sufrir con Vigodet que se halla aquí. Ha hecho las más fuertes instancias para que mi persona le fuese entregada, y mandarme a España a concluir mis días en un cadalso".
Per recomanació de García, Alvear va lliurar a Villalba un detall de les forces militars, el seu armament i grau d'instrucció, confirmant la informació que Villalba posseïa. També incitava al govern espanyol a contactar als realistes de Còrdova i Buenos Aires.
Setmanes més tard, per obtenir la protecció de Villalba contra Vigodet, li va presentar també una llarga representació en la qual explicava la seva conducta des de la seva arribada a Buenos Aires en 1812, afirmant haver actuat sempre a favor dels interessos de la corona espanyola, aclarint que en moltes ocasions havia hagut d'obrar “en sentit contrari a aquest objecte”, i sol·licitava el perdó del rei. Li deia que s'havia elevat al govern per tornar al país a la dominació espanyola i “poner término a esta maldita revolución... Porque mi decidido conato ha sido volver estos países a la dominación de un Soberano que solamente puede hacerlos felices..."
També sobre aquest document existeixen diferents opinions, encara que és habitualment interpretat com una nova traïció a la pàtria. En aquest cas, els defensors d'Alvear s'han dividit entre els qui van considerar el document apócrifo i els qui van sostenir que es tractava d'un manifest fingit.
La "representació" va provocar la fúria de Carlota Joaquina de Borbó, germana de Fernando VII, esposa del príncep regent de Portugal i defensora acérrima dels drets del seu germà en el Riu de la Plata. En una carta que li va escriure mesos més tard, es va queixar novament de la conducta del seu representant en Riu, a qui considerava massa crèdul i mancat d'experiència: "Quiero prevenirte ahora que tu encargado Villalba ha remitido al ministerio de estado representaciones de Carlos Alvear, de Nicolás Herrera, de Manuel García y otros. Todos ellos son tus enemigos, todos conspiran contra tus dominios en estas regiones y todos son criminales."
A l'any següent, Villalba va ser reemplaçat pel comte de Casa Flórez, qui va intentar convèncer a Alvear d'unir-se a la causa de Fernando VII. Al no aconseguir aquest objectiu, li va fer arribar el fingit memorial d'Alvear a Juan Martín de Pueyrredón, qui el va fer publicar en 1818 en la Gazeta de Buenos Ayres.
En 1817 es va produir la invasió luso-brasilera a la Província Oriental que va prendre la ciutat de Montevideo. El poble oriental —dirigit per Artigas— va aconseguir mantenir als invasors limitats al control de la ciutat. Alvear es va instal·lar a la ciutat ocupada de Montevideo al maig de 1818, després de gairebé tres anys d'exili a Rio de Janeiro.

## L'Anarquia de l'Any XX
A finals de 1819 Alvear es va aliar al general xilè José Miguel Carrera -enemic jurat de San Martín i Bernardo O'Higgins- i altres opositors als grups que governaven a Buenos Aires i Santiago. Alvear i Carrera es van unir a les forces federals dirigides pels cabdills del litoral, el santafecí Estanislao López i l'entrerrià Francisco Ramírez, a pesar que tots dos eren seguidors d'Artigas. Aquests van derrotar el Director Suprem, José Rondeau, en la batalla de Cepeda, lliurada l'1 de febrer de 1820, que va significar la caiguda del Directori i la dissolució del Congrés, cessant totes les autoritats nacionals.
La idea de Carrera i Alvear era unir-se per ocupar cadascun el comandament suprem als seus respectius països; però Manuel de Sarratea, que també era protegit pels federals, se'ls va avançar i es va fer nomenar governador de la província Buenos Aires. No obstant això, malgrat la derrota soferta a Cepeda, el partit "directorial" no estava totalment desarticulat. A principis de març, els generals Juan Ramón Balcarce i Miguel Estanislao Soler van liderar una revolta que va enderrocar a Sarratea, qui es va refugiar al campament federal. Enmig de la confusió i el desordre, alguns partidaris d'Alvear el van convèncer de desembarcar a Buenos Aires per treure partit de la situació. Però la seva intervenció va afeblir al govern de Balcarce —amb prou feines va durar una setmana— sense beneficiar-lo a ell: Sarratea, sostingut novament per Ramírez i Carrera, va tornar a ocupar la butaca de governador.
Per desfer-se de l'amenaça que presentava Soler al capdavant de l'exèrcit, Sarratea va cridar a Alvear, qui es trobava en la goleta "Brac". Creient que finalment havia arribat la seva hora, en la nit del 25 de març de 1820, Alvear va desembarcar subrepticiamente per liderar un complot contra Soler, qui va ser posat a la presó.
Aquest aldarull d'Alvear tampoc va tenir èxit, aquesta vegada per la falta de suport del Cabildo porteny, dominat pels mateixos personatges que havien contribuït al seu derrocament a l'abril de 1815. Davant aquesta resistència, Sarratea va decidir no només abandonar-lo a la seva pròpia sort, sinó exigir-li que marxés immediatament de la capital, a més d'alliberar a Soler de la presó. Alvear va desistir dels seus plans i, al capdavant d'un grup d'oficials i soldats addictes, va marxar cap als afores de la ciutat on es va reunir amb Carrera i les seves tropes. Amb el seu cap sota preu, Alvear es va refugiar en el campament de Ramírez, perseguit pel seu parent, el general Domingo French, qui va exigir a Ramírez el lliurament del "traïdor Don Carlos d'Alvear"; però el cabdill entrerrià es va negar a lliurar-lo, adduint que estava sota la seva protecció.
Sarratea no va poder mantenir-se en el poder per molt temps. Com temia, a les poques setmanes el va enderrocar Soler, qui es va instal·lar com a governador de Buenos Aires. Després que Ramírez es va retirar cap a Entre Ríos a finals d'abril de 1820, a combatre contra Artigas, López va decidir reemplaçar-lo per Alvear i va marxar amb les seves forces a San Antonio de Areco, on se li va unir Carrera amb el seu “Exèrcit Restaurador” i Alvear al comandament d'un grup de cinquanta oficials lleials a la seva causa coneguts com els "proscriptos".
Soler va organitzar ràpidament la defensa de Buenos Aires, acantonant a la rodalia de Morón uns 1250 homes, a què s'enfrontaven les anomenades forces federals de López: uns 500 milicians santafecins, els 500 soldats xilens de Carrera i la brigada d'Alvear, formada pels 50 oficials addictes. La batalla va ser a la Canyada de la Cruz i va acabar en una àmplia victòria per a López i els seus aliats.
López i Carrera van fer que el cabildo de Luján triés a Alvear com a governador el 1º de juliol. No obstant això, el Cabildo de Buenos Aires va desconèixer la seva elecció i quatre dies més tard va triar a Manuel Dorrego com a governador. El futur paladín del federalisme va decidir venjar el revés sofert per l'exèrcit porteny i va llançar una ofensiva contra les forces federals. López s'havia retirat darrere del Rierol del Medio, deixant a les forces de Carrera i Alvear aïllades a la vila de San Nicolás de los Arroyos, on, després d'un aferrissat combat, van ser completament derrotades. Dorrego va informar al Cabildo de Buenos Aires de la seva victòria, destacant que “ha estat igualment fruit de la nostra empresa la presó del quadre d'oficials que formaven l'escorta d'Alvear, que han estat els més obstinats a rendir-se”. Després d'aquest fracàs, Alvear va haver de tornar a Montevideo.

## Missions diplomàtiques a Anglaterra, Estats Units i Bolívia
En 1822 Carlos María d'Alvear va retornar a Argentina després de set anys d'exili, gràcies la denominada Llei de l'oblit dictada pel nou governador de la Província de Buenos Aires, el general Martín Rodríguez.
Les autoritats li van encarregar una missió davant el govern britànic. A Londres, Alvear va tenir una important entrevista amb George Canning, Secretari de Relacions Exteriors, durant la qual va emfatitzar que les Províncies Unides del Riu de la Plata eren de facto independents i que tenien un govern estable. També va posar l'accent sobre la justícia dels reclams de Buenos Aires sobre la Banda Oriental, ocupada des de 1817 per Portugal i després per l'Imperi de Brasil. Pocs dies després d'aquesta entrevista, en una decisió influïda —entre altres antecedents— per les expressions d'Alvear, el gabinet anglès va decidir reconèixer la independència de les Províncies Unides.
A mitjan 1824, Alvear va arribar a la capital dels Estats Units on es va reunir amb el president James Monroe i amb John Quincy Adams, Secretari d'Estat. A tots dos els va manifestar l'interès del govern de Buenos Aires en què Estats Units recolzés els seus reclams sobre la Banda Oriental.
El novembre de 1824, mentre Alvear iniciava el seu retorn a Buenos Aires, l'exèrcit de Simón Bolívar assestava un cop decisiu i final a la dominació colonial espanyola en la batalla de Ayacucho. Aquest triomf va fer que el govern tingués esperances que Bolívar intervingués en favor dels interessos de les Províncies Unides en contra de l'Imperi de Brasil. Poc després d'haver arribat a Buenos Aires, Alvear va ser convocat per complir una delicada missió diplomàtica davant Bolívar, acompanyat pel doctor José Miguel Díaz Vélez, actuant com a secretari Domingo de Oro. L'objectiu oficial era felicitar al Libertador pels seus recents triomfs, negociar la devolució de la província de Tarija i aconseguir una aliança enfront de la imminent guerra contra l'Imperi del Brasil per la Banda Oriental.
Gràcies a les cartes que rebia del Deán Gregorio Funes, el seu agent a Buenos Aires, Bolívar sabia perfectament què buscaven els portenys. Alvear compartia a l'ambiciós projecte de Bolívar de crear una gran república hispanoamericana que inclogués a Xile i els territoris de l'antic Virregnat del Riu de la Plata. En moments en què les idees monàrquiques encara estaven en voga, Alvear veia en el veneçolà una encarnació de George Washington, un personatge capaç d'aglutinar les diferents faccions que es disputaven el poder darrere d'un projecte republicà comú, similar al que havien creat els nord-americans. No abandonava les seves ambicions polítiques i esperava tenir un paper important en aquesta república.
El 28 de gener de 1825 Juan Gregorio de les Heras el va nomenar Ministre Plenipotenciari davant el govern de la República de Colòmbia (Nova Granada, Veneçuela i l'Equador), sent el seu secretari el tinent coronel Tomás Iriarte.Al mateix temps va designar, amb idèntic caràcter de ministre plenipotenciario, al doctor Díaz Vélez, en legació conjunta.
Després d'unes audiències privades del 8 i el 9 d'octubre de 1825, Bolívar va rebre oficialment a la missió Alvear-Díaz Vélez deu dies després. En principi tots dos ministres van aconseguir que Bolívar acceptés la proposta del doctor Díaz Vélez i el 17 de novembre d'aquest any ordenés al mariscal Antonio José de Sucre, flamant primer president de Bolívia, la devolució de Tarija contra la seva voluntat.
No obstant això, la missió no va tenir l'efecte buscat: després d'un breu període de subordinació a les Províncies Unides, el 26 d'agost de 1826 Tarija es va incorporar a Bolívia En resposta a l'annexió boliviana, el Congrés Constituent de l'Argentina, va sancionar la llei del 30 de novembre de 1826 —promulgada l'1 de desembre— per la qual va declarar a Tarija i el seu territori adjacent com una província argentina, separada de la de Salta.
En una carta al general Santander, vicepresident de Colòmbia, Bolívar explicava que: "El general Alvear, que según todas las noticias es el militar de más crédito, y que realmente tiene mérito, se vuelve inmediatamente a Buenos Aires con grandes miras; él desea ponerse de acuerdo conmigo en todo y por todo; ha llegado a proponerme (como pensamiento secreto) la reunión de la República Argentina y Boliviana... Él no abandona este proyecto por nada, y menos aún de llamarme a fijar los destinos del Río de la Plata; él dice que sin mi su patria vacilará largo tiempo, y que exceptuando cuatro individuos del gobierno, todo el pueblo me desea como un ángel de protección."
El Libertador va confessar a Alvear que la seva proposta era "muy conforme con mis deseos íntimos... la liga de esta República con la Argentina la quisiera yo extensiva a toda la América antes española, conforme al proyecto general de federación."
Paral·lelament, Alvear i Díaz Vélez van pressionar a Bolívar perquè intervingués en el conflicte que s'aveïnava per la Banda Oriental. Alvear va intentar convèncer-ho de "la necesidad de dar algunos pasos que mantengan al Brasil en la persuasión de que S.E. está decidido a asistir a la Nación Argentina en la guerra que se ve forzada a sostener contra el Imperio, para de este modo coadyuvar a determinar las intenciones que manifiesta el Emperador, las cuales no pueden dimanar sino del temor de las consecuencias de una lucha contra todos los nuevos estados".
Alvear creia convenient que "a todo trance y a toda costa, se evite declarar nosotros la guerra por ahora, y sería muy conveniente a mi ver, hacer gran bulla con Bolívar, para que el Brasil se contenga y dar tiempo a que las cosas maduren".
Però el veneçolà es negava a involucrar-se, a pesar que personalment se sentia atret per una causa que prometia agregar més llorers a la seva corona. Fonts contràries a la versió unitària de l'entrevista refereixen que no hi havia interès en les tropes de Bolívar, pel perill que significaven per al centralisme porteny. Per la seva banda, Bolívar enfrontava pressions d'Anglaterra, a qui devia gran part del seu èxit i la seva glòria. El Libertador sabia que George Canning s'oposava al fet que intervingués en la guerra que s'aveïnava, i la imminent mediació anglesa i l'interès de la corona britànica per evitar un conflicte suggerien que la guerra no tindria lloc. Sense guerra, no hi hauria glòria: aquestes consideracions van convèncer a Bolívar de deixar de costat la situació en el Riu de la Plata.

## Guerra amb l'Imperi del Brasil
Després que Bolívar partís rumb a Lima, Alvear va decidir tornar a Buenos Aires. En la seva absència, a Buenos Aires el Congrés General havia elegit president a Bernardino Rivadavia, que al retorn d'Alvear el va nomenar ministre de Guerra i Marina. Encara que aquest tenia una bona relació amb el nou president, com a cap de partit abrigava ambicions polítiques pròpies, per la qual cosa va acceptar el nomenament només després d'algunes setmanes d'indecisió, probablement amb la promesa que seria eventualment nomenat comandant en cap de l'exèrcit. Poc després i enfront de la decisió del poble oriental d'incorporar-se a les Províncies Unides del Riu de la Plata, l'Imperi del Brasil va declarar la guerra a l'Argentina.
Des del Ministeri de Guerra es va dedicar eficaçment a millorar l'estat i l'organització de l'exèrcit. A la fi de març de 1826 les tropes comptaven amb dues mil vuit-centes places, en la seva majoria reclutes. A aquestes forces se sumaven prop de 2500 milícies irregulars al comandament del cabdill oriental Juan Antonio Lavalleja. La possibilitat d'una ofensiva contra l'Imperi quedava totalment descartada, tret que es pogués remuntar, armar i aprovisionar a l'exèrcit. Amb la seguretat de manar-lo poc després, Alvear es va dedicar a aprovisionar-ho al màxim.
Una crisi de comandament en l'exèrcit, la imminència d'una ofensiva brasilera i la necessitat de mostrar algun triomf militar abans d'iniciar negociacions de pau, van convèncer a Rivadavia de nomenar a Alvear com a comandant en cap de l'exèrcit a mitjan 1826. Alvear tenia trenta-set anys i una relativament llarga carrera militar i política.
Al seu favor tenia certa experiència diplomàtica, que li hagués permès tenir una visió àmplia del problema polític-diplomàtic, però la seva experiència a Rio de Janeiro i Montevideo el feien més que sospitós de pretendre aconseguir objectius polítics que gens tenien a veure amb la seva missió. Els seus enemics dins i fora de l'exèrcit, que no eren pocs, temien “el poder militar que podria crear-se” Alvear si aconseguia una victòria.
Pel que sembla, el govern no tenia interès a concentrar les seves forces en l'objectiu de recuperar la Província Oriental; aquest objectiu era desitjable —dins de certs límits, ja que incloïa reincorporar el port de Montevideo, rival del de Buenos Aires— però no indispensable. L'objectiu central era, solament, aconseguir la pau en condicions favorables.
L'objectiu militar del govern era, a través d'una campanya militar en el sud de Brasil i de la revolta dels esclaus en aquesta regió, forçar a l'Emperador Pere I del Brasil a signar un armistici favorable a les Províncies Unides, i a aquest objectiu va estar apuntada la campanya d'Alvear.

### Ituzaingó
Immediatament de declarada per l'Imperi la Guerra del Brasil van avançar les tropes argentines cap al nord el més ràpid que van poder buscant aconseguir Bagé abans que es reunissin els dos principals exèrcits brasilers. Alvear va aconseguir aquest objectiu però va haver de romandre en aquesta posició diversos dies per les males condicions dels camins, dels seus cavalls i bous, gràcies a la qual cosa l'enemic va reunir les seves forces.
Unes setmanes més endavant va reiniciar el seu avanç, amb diverses partides de cavalleria operant al voltant. La que operava al comandament del general Juan Lavalle va aconseguir la victòria en la batalla de Bacacay, i el general Lucio Norberto Mansilla en la batalla de Ombú.
Com l'exèrcit brasiler es va refugiar en les serres, Alvear va fer un moviment de flanc, atraient a l'enemic cap a San Gabriel. Va quedar inesperadament tancat contra el riu Santa María, que no va poder creuar pel Pas del Rosario perquè estava molt crescut; per això va haver de retrocedir. De totes maneres Alvear va aconseguir sorprendre a l'exèrcit imperial en la batalla de Ituzaingó, on el seu exèrcit va aconseguir la més important victòria de la guerra, el 20 de febrer de 1827.
Alvear no va poder perseguir a l'enemic per falta de bons cavalls i la victòria no va significar la destrucció de l'exèrcit brasiler, encara que aquest es va desbandar i va sofrir importants baixes. Mesos més tard Alvear va reprendre l'ofensiva i va aconseguir una nova victòria en el batalla de Camacuã, però l'ofensiva ja no podia continuar. Mancat de suport des de Buenos Aires, el govern del qual preferia concentrar-se a enfrontar als cabdills federals -els quals no van mostrar interès a recolzar a l'exèrcit porteny com la majoria dels governadors unitaris i no van ajudar en l'enviament de tropes i equips- va haver de retrocedir i deixar el seu exèrcit en posició defensiva. A mitjan 1827 va renunciar i es va retirar a Buenos Aires, deixant al general José María Paz com a comandant interí.
La seva actuació en aquesta guerra va ser molt controvertida. El cap de la seva artilleria, Tomás de Iriarte el va acusar d'haver buscat la derrota destruint el seu armament. D'altra banda, molts dels oficials (Paz, Lavalleja, Iriarte i altres) van declarar que la responsabilitat de la victòria de Ituzaingó va ser dels seus subordinats, i van acusar Alvear d'inacció per no haver intentat perseguir als vençuts i destruir el seu exèrcit.
Alguns altres testimonis, en canvi, van rebutjar les crítiques de Paz i Iriarte i van declarar que la victòria de Ituzaingó es va deure principalment a l'estratègia d'Alvear. Les opinions dels historiadors militars estan dividides: molts van criticar l'actuació d'Alvear durant aquesta guerra i uns altres ponderen les seves condicions de general.

### Conseqüències polítiques
Gràcies a l'ofensiva llançada per Alvear, l'exèrcit imperial brasiler es va veure obligat a abandonar la rodalia del territori oriental i retirar-se fins a la ciutat de Rio Grande. Tal vegada, si l'exèrcit hagués estat reaprovisionado, Alvear podria haver assestat un cop decisiu a l'enemic. Però com a estratègia general va ser un fracàs: la victòria va ser una humiliació per a l'exèrcit imperial, però no va aconseguir afavorir la posició argentina en la negociació: Manuel José García va acabar cedint en tot.
El tractat de pau signat per García a Rio de Janeiro, al que tant Rivadavia com Alvear es van oposar, va assestar un cop mortal a la presidència de Rivadavia, qui es va veure forçat a renunciar. El Congrés Nacional i la Presidència van ser dissoltes i al cap de poc Manuel Dorrego va assumir el poder com a governador de Buenos Aires.
Dorrego va nomenar a Lavalleja com a comandant en cap de l'exèrcit, amb el que s'atreia a les forces orientals. Però Lavalleja no era un gran general ni tenia prestigi entre els oficials de les altres províncies, per la qual cosa no va aconseguir millorar la situació militar. A més, es va negar a secundar la política de Dorrego, bolcant-se progressivament a la idea de la independència de la seva província; és possible que planegés intentar annexar-li el territori de Rio Grande do Sul.
En definitiva, van prevaler els interessos del Regne Unit, que hàbilment fomentaven la divisió en la Conca del Plata. L'objectiu era la creació d'un “estat tap” que pogués servir de base als interessos britànics i garantir la navegació del riu de la Plata com a aigües internacionals. Pressionat per la diplomàcia britànica i la banca controlada per comerciants anglesos Dorrego va signar un tractat de pau que, en definitiva, va declarar la independència de l'Estat Oriental de l'Uruguai.

## Primer ambaixador argentí als Estats Units
Després de la caiguda del president Rivadavia es va retirar temporalment de la vida pública fins a la revolució de desembre de 1828, en què va tornar a l'activitat política. Durant la guerra civil entre Juan Manuel de Rosas i el general Lavalle, aquest el va nomenar ministre de guerra i marina. En aquest càrrec va organitzar la defensa de la ciutat de Buenos Aires contra una possible invasió federal, però davant l'acostament entre Lavalle i Rosas, Alvear va renunciar al ministeri. El partit antirrosista es va aglutinar al voltant seu i va guanyar les eleccions legislatives de juliol de 1829, que havia de nomenar un nou governador, ajudat per la violència i el frau organitzats per Salvador María del Carril. Davant aquest resultat, Lavalle va declarar les eleccions invàlides; cosa que va habilitar a mitjà termini l'arribada de Rosas al poder.
En 1832, el governador Rosas el va nomenar ambaixador als Estats Units per resoldre un conflicte originat amb les Illes Malvines. Però la seva mala salut i un canvi de govern van deixar aquest nomenament en suspens. Durant aquest temps, Alvear va participar activament en la política. El 1834 es va aliar amb el cabdill federal Facundo Quiroga per establir una constitució a les Províncies Unides; l'assassinat del cabdill de La Rioja en Barranca Yaco va desbaratar aquests plans.
Mesos després, Rosas va reasumir el govern amb la suma del poder públic i les facultats extraordinàries iniciant una política de persecució als seus opositors, tant federals com a unitaris. Alvear llavors va establir contacte amb el mariscal Andrés de Santa Cruz, president de la Confederació Peruana-Boliviana, per sol·licitar la seva ajuda per enderrocar-ho. Aquesta conspiració va ser descoberta per Rosas, que va optar per desfer-se d'Alvear nomenant-ho ambaixador als Estats Units. L'acceptació d'aquest nomenament per part d'Alvear va ser considerada com una traïció pels unitaris emigrats a Montevideo, com Lavalle, Paz, Iriarte, Mitre i Varela.
Alvear va partir cap als Estats Units a principis de 1838, quan començava el bloqueig francès al Riu de la Plata. Va defensar la postura adoptada per Roses enfront de les disputes amb França i Anglaterra i va advertir al seu govern sobre el perill que presentaven el neocolonialisme d'aquelles potències.
Va ser un hàbil diplomàtic i geopolític prevenint sobre l'expansionisme nord-americà.
Va romandre com a ambaixador de la Confederació Argentina als Estats Units fins a la caiguda de Roses. El seu vencedor, Justo José de Urquiza, el va confirmar en el seu càrrec.
Unes setmanes més tard, el 3 de novembre de 1852, Alvear moria a Nova York.
Les seves restes mortals descansen en el Cementiri de la Recoleta de la Ciutat de Buenos Aires, en un mausoleu familiar dissenyat per l'arquitecte Alejandro Christophersen el 1905.

## Un personatge històric polèmic

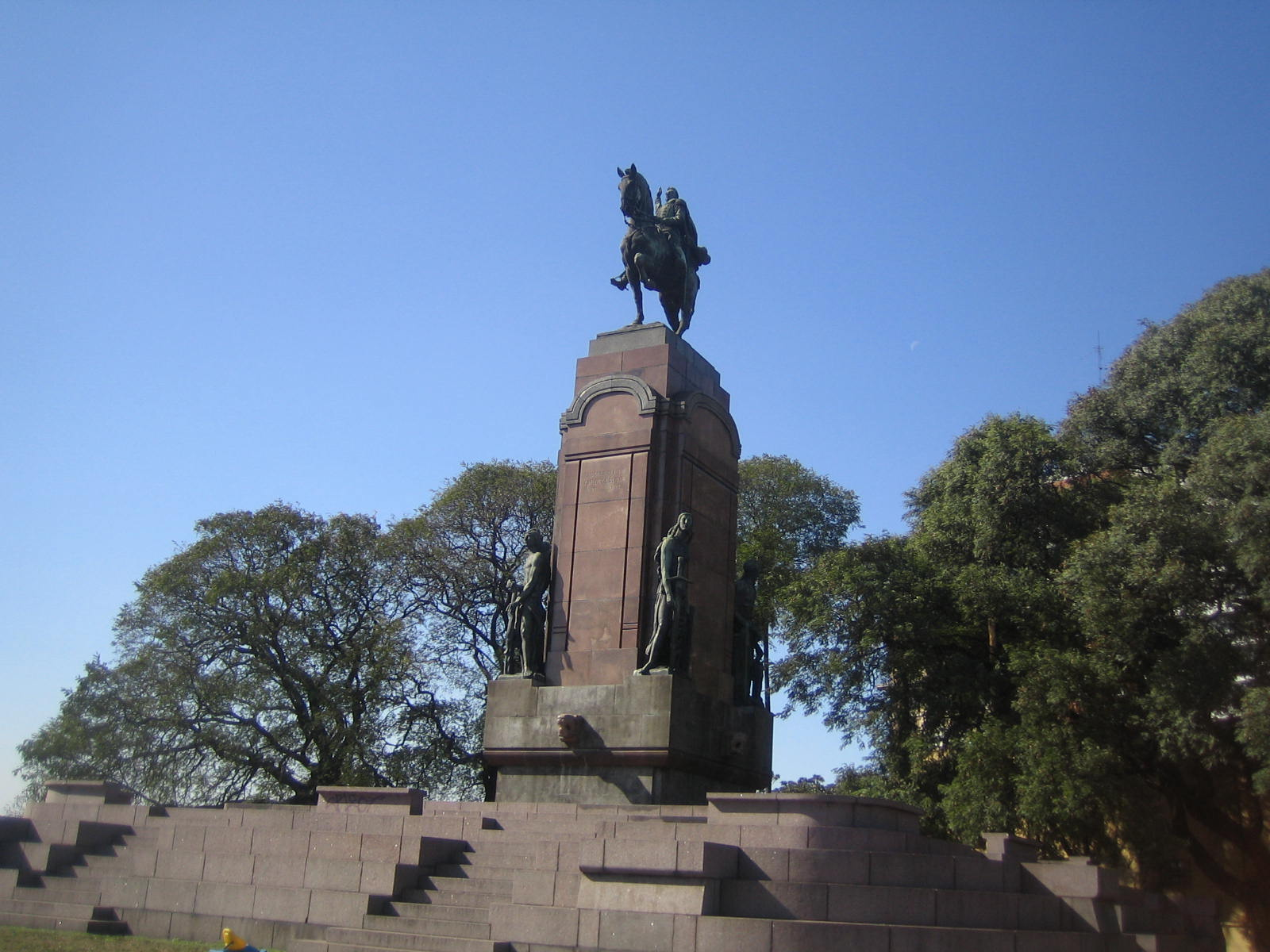
Monument eqüestre a Alvear a Buenos Aires, obra de l'escultor francès Antoine Bourdelle.

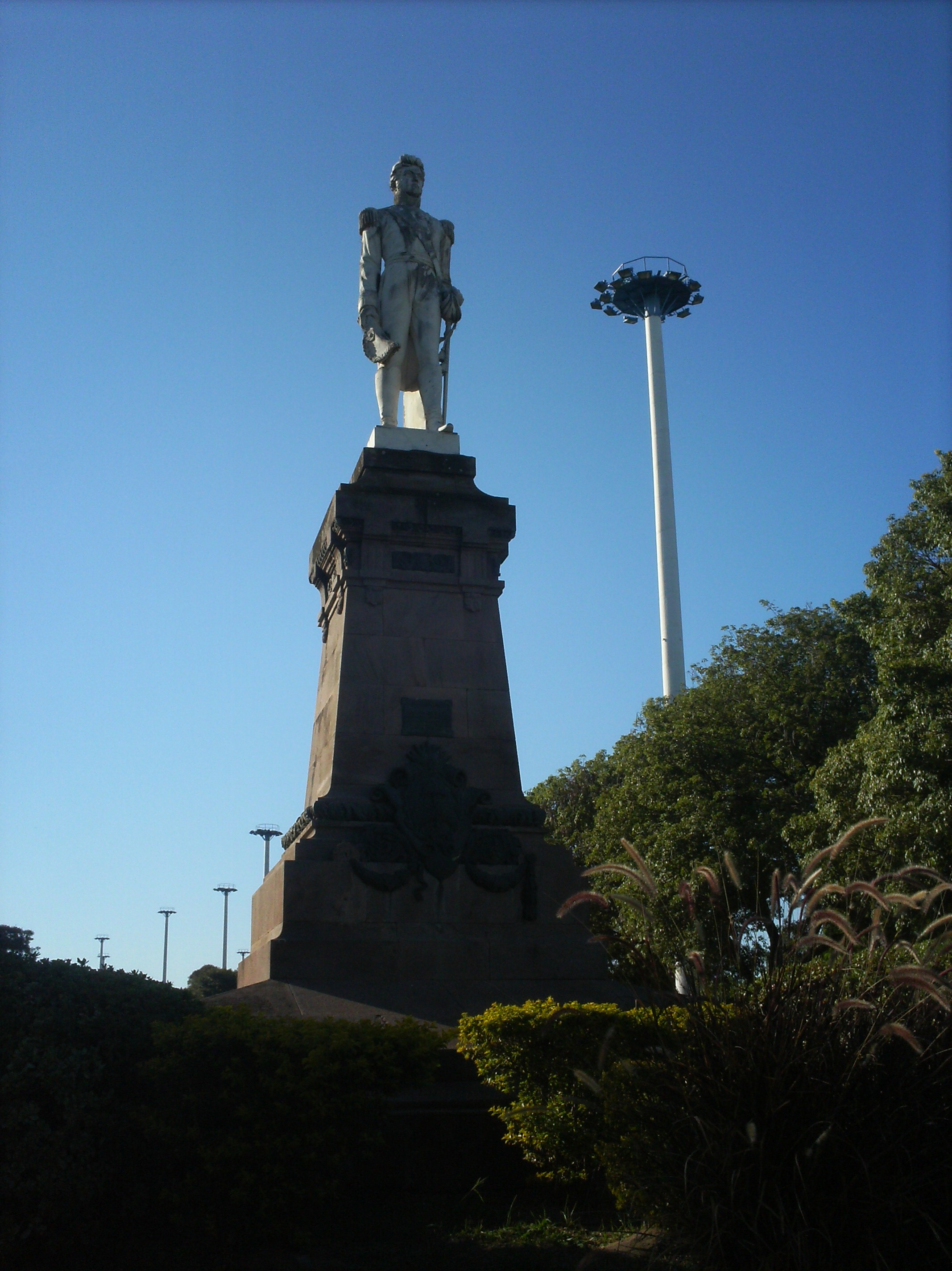
Estàtua del General Alvear, realitzat per l'escultora argentina Lola Mora, situat en rodalies de l'accés al Pont General Belgrano i l'avinguda costanera Gral. San Martín, a la ciutat de Corrientes.

Carlos María d'Alvear va ser un dels personatges més controvertits de la història de la independència argentina. Malgrat la abundantísima bibliografia existent sobre la seva carrera, no existeix cap biografia completa d'Alvear. Molts historiadors han documentat, amb innombrables proves historiogràfiques, que Alvear era promotor dels interessos de Gran Bretanya a Sud-amèrica durant les primeres tres dècades del segle xix, per mitjà dels seus aliats portuguesos.
La historiografia registra quins eren els seus enemics, en la figura dels grans próceres rioplatencs José de San Martín i José Artigas. En general és un personatge identificat, en primera etapa, amb el Partit Unitari, les opinions del qual van ser compartides per la minoria poderosa de la elite porteña dedicada al lliure comerç; en una segona etapa és identificat amb els federals, per haver-se exercit com a ambaixador de Roses durant llargs anys, fins a l'any mateix de la seva defunció. Encara que les seves idees econòmiques no són molt conegudes, el seu fill Emilio d'Alvear, també polític, va ser un dels escassos promotors del proteccionisme en l'època conservadora, d'idees lliurecanvistes fins a l'excés.